# Lower Barracca Gardens
Lower Barracca Gardens är en park i Malta. Den ligger i den östra delen av landet i huvudstaden Valletta. Lower Barracca Gardens ligger 31 meter över havet.
Runt Lower Barracca Gardens är det i huvudsak tätbebyggt.